# コドリ渓谷危機 (2001年)
2001年コドリ危機（2001ねんコドリきき）は、2001年10月にアブハジアのコドリ渓谷で起きた、ジョージア（チェチェン民族戦闘員の支援を受けていた）とアブハジア軍との間の衝突である。この危機は、アメリカ合衆国によるアフガニスタン攻撃へ世界のメディアが注目していたため、国際社会からほぼ注目を浴びることはなかった。この戦闘では少なくとも40人が死亡した。